# Disease mongering
(Henry Gadsen, Direttore Generale di Merck & Co. su Fortune 1977)

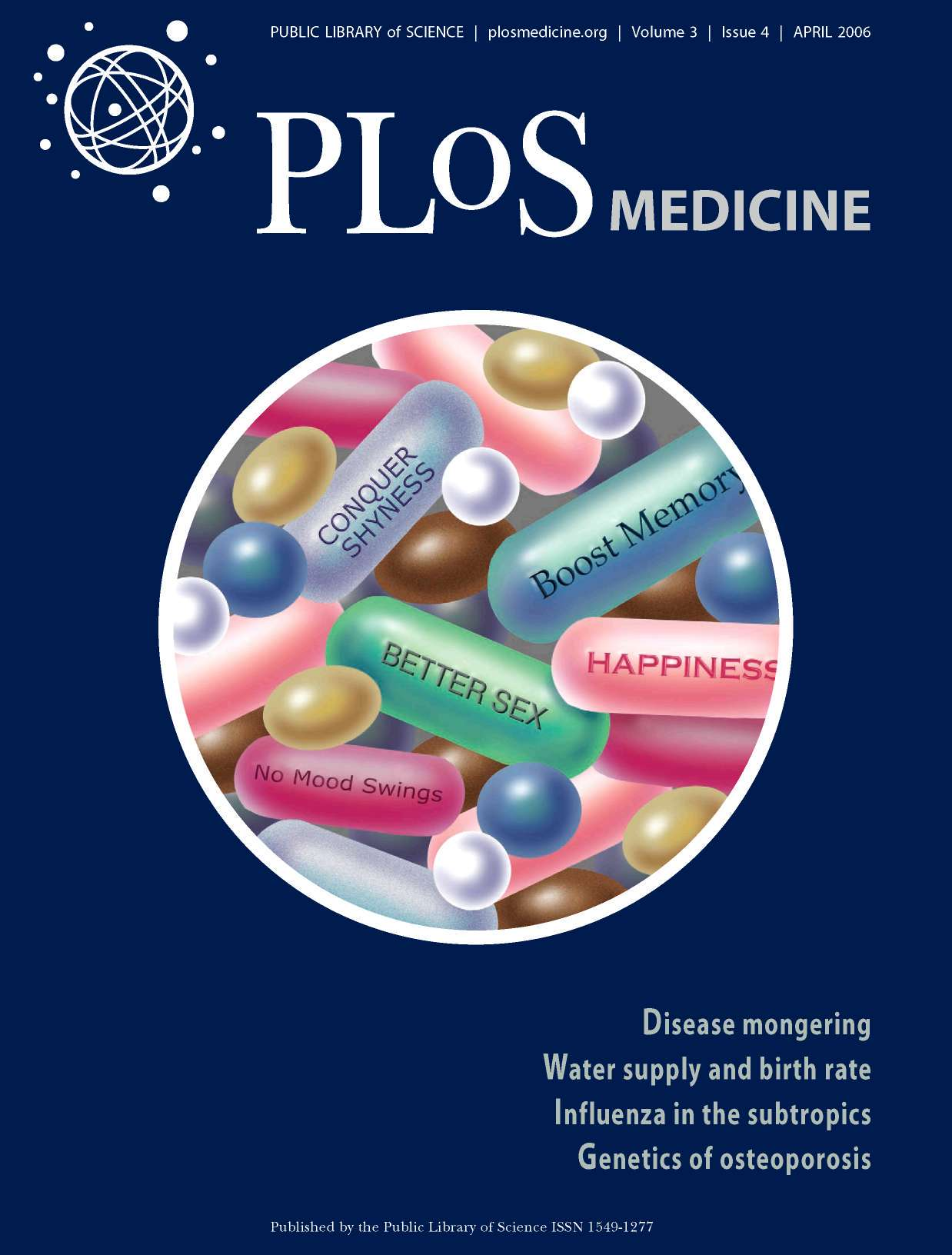
Copertina di una collezione di articoli sull'argomento pubblicati sul Public Library of Science-Medicine

L'espressione in lingua inglese disease mongering o corporate disease mongering, commercialization of disease, che in italiano si può tradurre come "mercificazione della malattia" indica il tentativo di parte dell'industria farmaceutica a incrementare la nosografia allo scopo di aumentare la clientela.
Nel corso degli anni è emerso come alcune voci nosografiche (cioè alcune classificazioni, fattori di rischio e dati di incidenza sulla popolazione) siano state create allo scopo di ricavare un profitto e, anche attraverso una campagna di sensibilizzazione finanziata dalle case farmaceutiche, il paziente/consumatore sia stato spinto alla ricerca di una soluzione a problemi di salute che in realtà non esistono, perlomeno nella forma e intensità con la quale vengono pubblicamente presentati. Il vantaggio per le case farmaceutiche sarebbe evidente: identificando situazioni di benessere o normali condizioni di esistenza con patologie subcliniche, le dimensioni del mercato per i farmaci deputati a curarle aumenterebbero in modo considerevole, con relativo incremento nelle vendite e quindi dei profitti. Parte dei medici, degli ordini professionali sanitari, delle agenzie di consumatori e delle istituzioni vengono influenzati dalle campagne di pubbliche relazioni finanziate dalle stesse case farmaceutiche.
Se da un lato è vero che nel campo sanitario si hanno interessi economici che talvolta generano illeciti o problematiche etiche, d'altra parte il termine disease mongering è anche impropriamente utilizzato nell'ambito di diverse teorie del complotto portate avanti in campo medico tendenti a criminalizzare indiscriminatamente tutto il settore. Un noto esempio sono le varie campagne contro le vaccinazioni che negano a priori i vantaggi concreti che l'introduzione delle vaccinazioni ha portato in campo medico. Non vi sono per contro esempi di farmaci inefficaci o dannosi che, alla lunga, non siano stati eliminati dal mercato. Casi analoghi al DM avvengono quando si propongono teorie prive di un inoppugnabile riscontro scientifico. Un esempio è dato dalla vendita di rimedi per la "disintossicazione" dell'organismo, oppure dall'ipotetica esistenza di malattie mai provate scientificamente, come per esempio la sensibilità chimica multipla o la malattia di Morgellons.

## Origine
Lynn Payer nel 1992 coniò il termine Disease Mongering per descrivere la campagna pubblicitaria del collutorio Listerine della Johnson & Johnson contro l'alitosi. Va precisato che l'alitosi non è semplicemente uno stigma sociale immaginato, ma può derivare da un ampio spettro di condizioni mediche, condizioni che vanno da un'infezione batterica delle gengive a un'insufficienza renale. Questa condizione oggi è riconosciuta dal consiglio scientifico della American Dental Association come "una condizione riconoscibile che merita attenzione professionale".
Secondo Lynn Payer «il disease mongering è la più insidiosa delle varie forme che l'educazione medica può assumere». Le tecniche che, secondo Payer, sfruttano e, in alcuni casi producono, queste errate percezioni sono:
- indicare normali aspetti della vita umana (spesso inventando nuove parole per descriverli) come anormali e quindi bisognosi di cure;
- definire una malattia in modo ambiguo, parlando di vaghe carenze e squilibri, in modo da poterla riferire a quante più persone possibili;
- creare dibattito riguardo a una malattia influenzando l'opinione pubblica in senso negativo per poi presentare trattamenti di dubbia utilità, abusando di studi clinici ad hoc;
- abusare di statistiche e studi clinici per esagerare i benefici del trattamento e al contempo decantare assenza di effetti collaterali rilevanti;
- pubblicizzare un sintomo piuttosto comune come fosse una malattia grave;
- promuovere una malattia attraverso una campagna di pubbliche relazioni organizzata e/o direttamente o indirettamente finanziata dalla casa farmaceutica che produce il farmaco che dovrebbe curarla.[24]

Barbara Mintzes riassume diversamente questi aspetti:
- promuovere ansia nei consumatori sani rispetto al loro futuro stato di salute, gonfiando ad arte i dati inerenti al rischio di ammalarsi;
- promuovere trattamenti aggressivi e costosi per malattie e sintomi lievi o per comportamenti che in passato non venivano trattati per via farmacologica, come il disturbo da deficit di attenzione/iperattività (ADHD);
- l'introduzione di nuove diagnosi, come il disturbo disforico premestruale (PMDD) o disturbo d'ansia sociale, che sono difficili da distinguere dalle condizioni di vita normale.
- ridefinire le malattie in termini di esiti surrogati. Ad esempio, per la Mintzes l'osteoporosi diventa una malattia caratterizzata da bassa densità ossea piuttosto che da fratture dovute a fragilità ossea al fine di aumentare la vendita di bifosfonati. In questo caso, la Mintzes ignora la definizione corretta di osteoporosi: se la densità minerale ossea (BMD) scende al di sotto di 2,5 deviazioni standard rispetto al valore medio di picco di massa ossea nel giovane adulto, si parla di osteoporosi anche in assenza di fratture.[26]

## Conflitto d'interessi privato/pubblico
L'articolo The Tragedy of the Commons (La tragedia dei beni comuni) del 1968 di Garrett Hardin dimostra che la massimizzazione del profitto individuale mette a repentaglio necessariamente il bene pubblico quando questo non trova una soluzione tecnica se non con un'estensione morale.
Con le politiche di deregolamentazione, dal 1980 l'industria farmaceutica ha cominciato a programmare una pipeline di R&D inerente farmaci utili per il miglioramento dello stile di vita. Conseguentemente a ciò si è notevolmente sviluppato il settore marketing che ha iniziato a produrre pubblicità rivolta ai consumatori finali e non solo come prima accadeva alla classe medica (questo tipo di farmaci è solitamente di libera vendita e difficilmente viene prescritto dai medici). I giornalisti hanno giocato e giocano un ruolo chiave per «stuzzicare l'appetito» del pubblico verso le notizie mediche, facendo da cassa di risonanza a ogni nuova scoperta e ai suoi trattamenti. Da tempo si osserva il tentativo in Europa di deregolamentare la pubblicità dei farmaci in modo simile a quanto accade negli Stati Uniti dove è ammessa la pubblicità anche di farmaci prescrivibili al paziente. In Europa e in Italia il destinatario della pubblicità dei farmaci di questo tipo è solo il sanitario.
I conflitti di interesse tra enti di ricerca (statali o privati), ricercatori e industria farmaceutica possono essere legati:
- ai guadagni finanziari che si possono ricavare dal partecipare alle sperimentazioni sponsorizzate dalle industrie farmaceutiche (le aziende farmaceutiche sovvenzionano uno studio sostenendo economicamente i ricercatori. Questo conflitto d'interesse viene indicato all'inizio del paper citando il finanziamento ricevuto);
- alla possibilità di pubblicare le sperimentazioni promosse dalle industrie farmaceutiche con vantaggi per la propria carriera accademica. Va comunque ricordato che la carriera accademica è legata in minima parte al numero complessivo di pubblicazioni. Le valutazioni sull'operato di un ricercatore tengono conto più che altro del numero di citazioni che riceve, cioè del numero di volte che altri ricercatori riutilizzano (validandolo) il suo lavoro in altri studi[34][35];
- a vantaggi personali, come la partecipazione a conferenze, spesso in luoghi turistici, e/o viaggi di piacere. Tale aspetto, quantomeno in Italia, non si verifica più come negli ultimi decenni del Novecento poiché per legge le case farmaceutiche non possono elargire tramite gli informatori farmaceutici servizi in alcun caso o gadget pubblicitari di elevato valore economico[36];
- a vantaggi per l'istituzione, se nei loro bilanci quote significative di finanziamenti provengano dall'industria farmaceutica o grazie all'acquisto in comodato di attrezzature[33];
- all'esclusione selettiva di organizzazioni o di strutture non in linea con le grandi multinazionali farmaceutiche, facendo venir meno loro i fondi. Un elemento molto forte di controllo è «la soppressione o la distorsione del dibattito sull'allocazione delle risorse».[37]

Il conflitto di interesse tra consumatore/paziente e le grandi multinazionali del farmaco nasce tutte le volte che con la partecipazione a sperimentazioni cliniche sponsorizzate diventa più facile ottenere farmaci difficili da reperire. Ciò è vero soprattutto nei paesi in via di sviluppo, come dimostrato dal caso del contenzioso di Kano tra la Pfizer e lo Stato nigeriano (Pfizer ha fornito gratuitamente un farmaco sperimentale a dei bambini malati di meningite invece del ben più noto e testato ceftriaxone. Il problema nasce dal fatto che Pfizer non ha spiegato ai genitori dei bambini che si trattava di una terapia sperimentale. La faccenda si è risolta con il pagamento di un risarcimento alle famiglie, il farmaco in questione viene tutt'oggi usato per curare alcune infezioni, di cui la meningite non fa parte).

### Ruolo della stampa medica

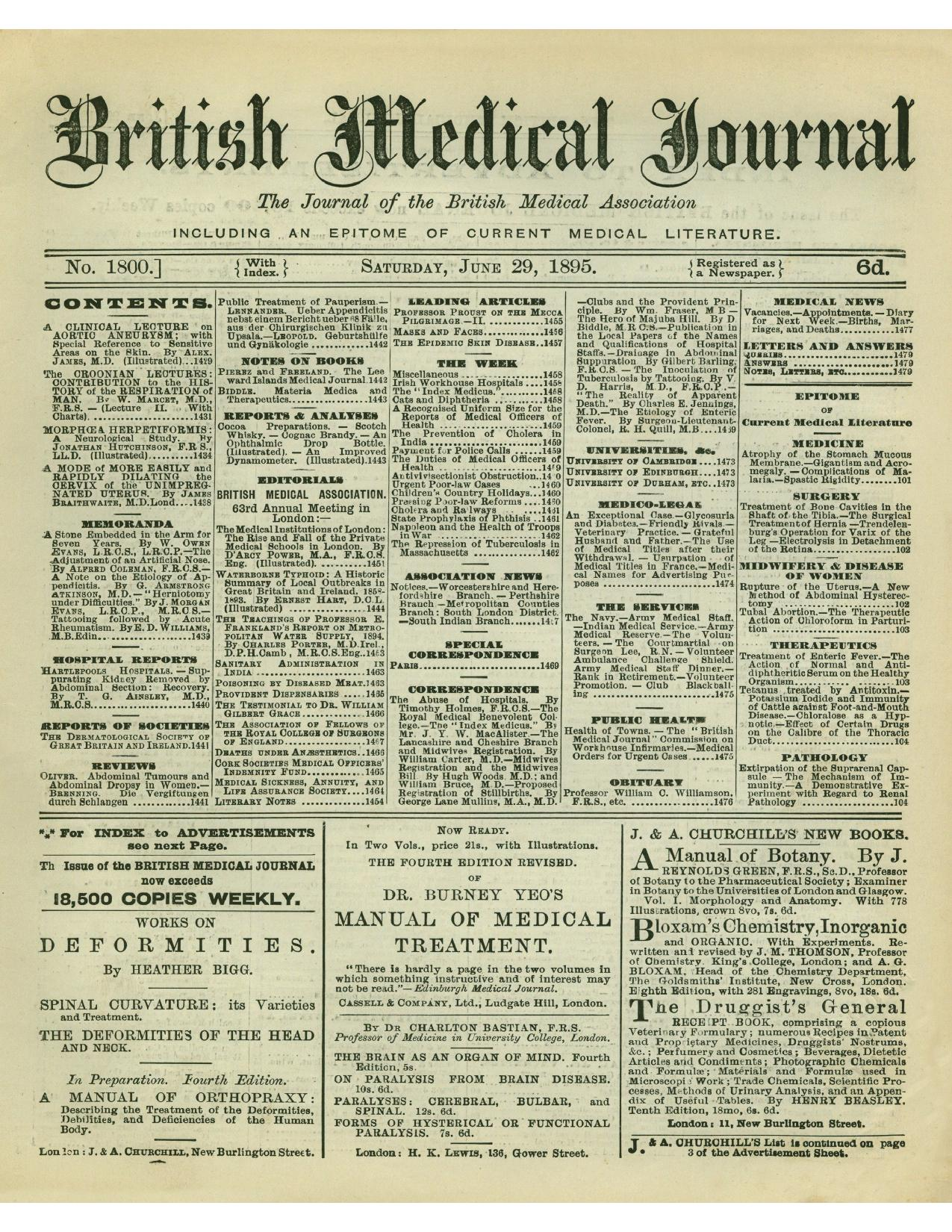
Vecchio numero del BMJ

Alcuni ricercatori francesi nel 1990 hanno rilevato che solo 41 paper esaminati su 141 erano scritti elencando correttamente i pro e i contro delle terapie. Le indicazioni terapeutiche erano assenti in 5 casi (3,5%), in 42 studi (29,8%) la pubblicità era esagerata, gli effetti collaterali non venivano menzionati in 37 paper (26,2%) e, allo stesso modo, le controindicazioni erano assenti da 30 (21,3%) e incomplete in 19 (13,5%) articoli. Gli autori della ricerca concludono sostenendo che: «è chiaro che le aziende farmaceutiche non sempre seguono un codice di comportamento etico e che spesso sfruttano la mancanza di controlli efficaci nei paesi in via di sviluppo».
I ricercatori della UCLA hanno studiato le pubblicità farmaceutiche valutandone la conformità alle norme della FDA e hanno rilevato che nel 30% le aziende usano in modo improprio la definizione di "farmaco di prima scelta." Il 32% dei titoli pubblicitari induce in errore il lettore circa l'efficacia. Inoltre, nel 44% dei casi, i revisori hanno ritenuto che la pubblicità porterebbe prescrizioni improprie. I revisori non avrebbero pubblicato il 28% degli annunci e avrebbero richiesto importanti revisioni in un ulteriore 34% (38% approvato). Secondo un'altra ricerca, a causa delle pubblicità è possibile arrivare ad avere prescrizioni inappropriate nel 44% dei casi.
A Basilea in Svizzera una ricerca ha indicato che il 53% di tutte le affermazioni fatte dalla industrie farmaceutiche, pubblicate in importanti riviste scientifiche, non sono supportate dagli studi di riferimento o quando presenti sono citati sulla base di informazioni potenzialmente di parte. Gli autori dello studio concludono sostenendo che «i medici non dovrebbero fidarsi delle affermazioni, anche quando sembrano fare riferimento a studi scientifici.»
Un aspetto interessante è quello riferito alla pubblicazione di dati sperimentali prodotti dai lavori clinici pubblicati nelle riviste, legato a due problemi ampiamente noti della metodologia statistica:
- il problema della classe di riferimento (popolazione scelta, dimensione campionaria, metodiche di clusterizzazione);
- la distinzione tra significatività statistica e clinica.

Inoltre, in alcuni casi le aziende farmaceutiche hanno avuto veri e propri contenziosi con le riviste mediche, si ricorda ad esempio il caso Pfizer vs New England Journal of Medicine.

## Ruolo delle grandi case farmaceutiche
Nonostante gli indubbi risultati in termini di aumento dell'aspettativa di vita dovuti alla ricerca medica, che in ambito farmaceutico sono in larga parte attribuibili ai progressi della ricerca privata, negli anni si è altresì sviluppata una certa tendenza alla medicalizzazione di molte condizioni normali e al loro trattamento grazie all'offerta di nuove terapie farmacologiche e chirurgiche. In questo, un ruolo decisivo lo avrebbero avuto le grandi multinazionali farmaceutiche:
(Choudhry NK1, Stelfox HT, Detsky AS.Relationships between authors of clinical practice guidelines and the pharmaceutical industry.JAMA. 2002 Feb 6;287(5):612-7.)
Le grandi multinazionali farmaceutiche sono accusate di usare negli approcci di marketing alcune strategie eccessivamente aggressive. Secondo Ray Moynihan, spesso, si cerca di rendere malattie minori o semplici disturbi (come la calvizie, la disfunzione erettile, la fobia sociale, la sindrome del colon irritabile e altre condizioni) patologie gravi da trattare in modo aggressivo. Jerry Avorn, un professore di medicina presso la Harvard University, pur critico con l'industria farmaceutica, scrive che bisogna fare attenzione a stigmatizzare la ricerca farmaceutica perché i progressi sono innegabili e bisogna evitare di vedere le malattie come una invenzione. «La verità sta da qualche parte nel mezzo».

### Deterrenza delle sanzioni
I sostenitori della teoria del DM rimarcano la scarsa deterrenza delle sanzioni. Ad esempio, la Pfizer dal 1999 al 2006 è stata oggetto di sei casi giudiziari nei quali si è dovuta difendere da diverse tipi di accuse. Questi casi hanno comportato per la Pfizer un risarcimento in indennizzi pari a un totale di 2 890 100 000 di $, di cui 715,4 milioni riguardano contratti col Governo Federale USA. Pfizer ha comunque ottenuto un vantaggio economico avendo venduto molte più confezioni dei suoi farmaci, con un ampio margine di profitto rispetto alle multe pagate. Ad esempio, con la vicenda Neurontin Pfizer ha realizzato circa 2 miliardi di $ di incasso con utilizzi off label contro i 430 milioni di $ di multa.
Nel 2010 della Newman BMJ, si legge che «il 2 settembre 2009 la Pfizer ha subito la più grande multa mai inflitta dal Dipartimento della Giustizia USA a un'azienda farmaceutica. Una multa pari a 2,3 miliardi di $ per i farmaci: valdecoxib, ziprasidone, linezolid, e pregabalin». Il giorno dopo, il New York Times ha sottolineato che $ 2,3 miliardi corrispondono per Pfizer a meno di tre settimane di vendite.
Una possibile soluzione sembra essere quella di, in caso di abusi, far cessare la validità del brevetto in modo che il farmaco entri immediatamente in concorrenza con il generico, opzione questa molto temuta dalle aziende e che può erodere i guadagni delle grandi aziende farmaceutiche in modo ben maggiore rispetto a qualche multa che, spesso, viene intesa più come un costo di investimento che come un deterrente.

## Esempi didisease mongering

### Strategia quantitativa: trattamento di un maggior numero di persone
Un esempio di questo fenomeno può essere l'indicazione all'uso di oscillococcinum (rimedio omeopatico composto interamente da zucchero prodotto dalla Boiron) nella prevenzione e nel trattamento dell'influenza stagionale. L'azienda produttrice esorta i consumatori ad assumere il rimedio omeopatico anche in situazione di benessere per scongiurare il rischio di influenza ed eventualmente anche per trattarla dopo l'esordio. Allo stato attuale, in letteratura si ritiene che non ci sia alcuna evidenza che raccomandi l'uso di questa medicazione per trattare o prevenire l'influenza. Gli unici studi a favore dell'oscillococcinum sono stati finanziati dalla Boiron stessa e dichiarano apertamente il conflitto di interessi.
Secondo uno studio della popolazione Italiana, nell'arco di un anno il 57% della popolazione riferisce di aver avuto almeno un episodio a carattere influenzale. L'oscillococcinum è stato usato, per lo più come automedicazione, nel trattamento del 36% dei casi rendendolo di fatto il prodotto più venduto nel settore. Si noti come i medici generalmente non prescrivano farmaci per il trattamento diretto dell'influenza (perché non esiste nulla di provata efficacia), limitandosi a prescrivere terapie di supporto per alleviare i sintomi come ad esempio i mucolitici (55% delle prescrizioni mediche).

### Strategia temporale: lucro sul tempo di trattamento
Un caso che ha fatto molto scalpore in Italia è stato lo scandalo dell'Avastin-Lucentis.
Avastin (bevacizumab), commercializzato dalla Roche (di cui Novartis possiede un terzo delle azioni) e Lucentis (ranibizumab), prodotto dalla Novartis, appartengono entrambi alla classe dei farmaci con anticorpi monoclonali, hanno sostanzialmente lo stesso tipo di attività e lo stesso bersaglio (il VEFG) e vengono impiegati con successo nel trattamento della degenerazione maculare, retinopatia diabetica e altre patologie oculari; mentre Avastin veniva utilizzato nelle patologie oculari in off-label (essendo originariamente indicato per la cura di vari tipi di neoplasie), Lucentis era stato appositamente brevettato per il trattamento di queste ultime.
A seguito della proibizione dell'impiego dell'Avastin in off-label da parte dell'AIFA nel 2012, Lucentis divenne virtualmente il farmaco di elezione per il trattamento delle suddette patologie oculari, causando un aggravio sulle casse pubbliche, avendo un prezzo più alto di circa 60 volte (20 euro contro 1 200 euro per mese di terapia) rispetto all'Avastin. Va evidenziato che la durata del trattamento delle patologie neoplastiche sia sensibilmente più limitata nel tempo (mesi) rispetto al trattamento delle patologie oculari per cui veniva impiegato il Lucentis (anni), obbligando quindi a un maggior approvvigionamento di farmaci, che pertanto richiedono già di per sé una spesa maggiore sul lungo periodo.
Il fatto che Roche non avesse a suo tempo richiesto la certificazione per l'utilizzo dell'Avastin anche nelle patologie oculari fece supporre che le due case farmaceutiche avessero fatto cartello per indurre l'acquisto del Lucentis. A seguito dell'ostruzionismo mostrato dalle case farmaceutiche, chiaramente dovuto alla volontà di vendere ai pazienti il farmaco più costoso, nel 2014 la corte di giustizia europea ha multato Novartis e Roche per 180 milioni di euro (pari al loro fatturato di circa mezza giornata). Si stima che nel periodo tra il 2012 e il 2014 il blocco dell'utilizzo dell'Avastin in favore del Lucentis sia costato circa 1,2 miliardi di euro al sistema sanitario nazionale italiano.

### Strategia qualitativa: nuova malattia
Un esempio di questa strategia è la campagna pubblicitaria riguardante i rimedi contro la cellulite di Somatoline Cosmetics, caratterizzata dallo slogan "la cellulite è una malattia", affermazione priva di valenza scientifica, in quanto la medicina considera la cellulite un inestetismo della pelle senza alcun significato patologico, considerato anche che la maggior parte delle donne sperimenta nel corso della sua vita questa condizione. Le pubblicità in cui si parla di cellulite in senso patologico hanno quindi lo scopo evidente di allarmare la consumatrice, facendole percepire un piccolo inestetismo come un problema patologico a cui porre rimedio tramite l'acquisto di prodotti di bellezza che, impropriamente, sono definiti farmaci dal pubblicitario. In questo modo, aziende che non lavorano nemmeno in ambito farmaceutico, bensì cosmetico, cercano di mercificare l'errata percezione delle malattie al solo scopo di incrementare i propri guadagni.

### Casi di falsi disease mongering
Fra i vari casi di falso DM, in contrasto con le conclusioni della comunità scientifica, e legati a teorie del complotto, possono essere citati come esempio:
- le teorie sulla non esistenza dell'AIDS
- le teorie antivacciniste
- le teorie sull'ipertensione fisiologica (PA normale= 200-età)
- le teorie del complotto della mammografia
- le teorie del complotto sull'osteoporosi
- le teorie del complotto sulle statine